# Andrainjato Centre
Andrainjato Centre is een plaats en commune in het zuiden van Madagaskar, behorend tot het district Fianarantsoa II, dat gelegen is in de regio Haute Matsiatra. Tijdens een volkstelling in 2001 telde de plaats 10.143 inwoners.
De plaats biedt naast lager onderwijs ook middelbaar onderwijs aan. 89 % van de bevolking werkt als landbouwer, 6 % houdt zich bezig met veeteelt en 1 % verdient zijn brood als visser. De belangrijkste landbouwproducten zijn maniok en rijst; andere belangrijke producten zijn mais en zoete aardappelen. Verder is 3% actief in de dienstensector en heeft 1% een baan in de industrie.